# Acacia quintanilhae
Acacia quintanilhae é uma espécie de leguminosa do gênero Acacia, pertencente à família Fabaceae.